# Мост короля Людовика Святого (роман)
«Мост короля Людовика Святого» (англ. The Bridge of San Luis Rey) — роман американского прозаика Торнтона Уайлдера, написанный в 1927 году.

## Сюжет
События происходят в Перу в XVIII веке. 20 июля 1714 года между Лимой и Куско обрушился висячий мост, что привело к гибели пяти человек. Монах-францисканец Юнипер пытается разобраться, был ли в гибели пяти человек Божий промысел и почему Господь выбрал именно этих людей. Разузнав подробности историй жизни пяти несчастных, Юнипер пытается в своей книге о происшедших событиях измерить доброту и благочестие людей. Когда же книга попадает в руки судьям, она признается еретической, её приказывают сжечь на площади вместе с автором.

## Награды и премии
- Пулитцеровская премия за 1928 год[1]
- 100 лучших романов XX века на английском языке по версии издательства Modern Library[2]
- 100 лучших англоязычных романов с 1923 года по версии журнала Time[3]

## Экранизации
- 1929 — Мост короля Людовика Святого
- 1944 — Мост короля Людовика Святого[англ.]
- 2004 — Мост короля Людовика Святого